# سلنیم اکسی‌برمید
سلنیم اکسی‌برمید (به انگلیسی: Selenium oxybromide) با فرمول شیمیایی SeOBr۲ یک ترکیب شیمیایی با شناسه پاب‌کم ۸۲۲۴۲ است. که جرم مولی آن ۲۵۴٫۷۷ g/mol می‌باشد. شکل ظاهری این ترکیب، بلورهای جامد زرد or red است.